# Рязанов Олександр Степанович
Олесь Степанович Рязанов (біл. Алесь Сцяпанавіч Разанаў; 5 грудня 1947, хутір Сілець Березівського району, Берестейської області — 26 серпня 2021) — білоруський поет, перекладач і есеїст. Член Спілки письменників СРСР (1972). Лауреат Державної премії Білоруської РСР імені Янки Купали (1990). Відомий як новатор, автор нових поетичних форм.

## Життєпис
Олесь Степанович Рязанов народився в 1947 році в селі Сілець Березівського району Берестейської області в сім'ї службовців. Батько — Степан Рязанов, росіянин, походить з Тамбовщини, приїхав з ґеодезичною експедицією до війни в Білорусь, де він і залишився.
Навчався на філологічному факультеті Білоруського державного університету імені В. І. Леніна. Паралельно з навчанням працював ливарником на Мінському заводі опалювального обладнання.
У 1969 році виключений з університету за організацію листів студентів до Центрального комітету Комуністичної партії Білорусі з вимогою відновити навчання в університеті білоруською мовою. З допомогою білоруського поета Максима Танка, ректора Брестського педагогічного інституту Сергія Гусака і завідувача кафедри білоруської мови і літератури Володимира Колесника Рязанов продовжив навчання на філологічному факультеті Брестського педагогічного інституту, який закінчив у 1970 році.
У 1970—1971 роках працював учителем білоруської мови і літератури у середній школі села Кругель Кам'янецького району. У 1972 році переїхав до Мінська.
Працював літературним співробітником газети «Література і мистецтво» (біл. «Літаратура і мастацтва»), редактором мінського видавництва «Мастацкая літаратура», заступником головного редактора журналу «Криниця» (1994—1999). Член Союзу письменників СРСР з 1972 року.
Віце-президент Білоруського ПЕН-центру (з 1989 року). В останні роки живе переважно в Німеччині.

## Творчість
У пресі вперше опублікував свої літературні твори (вірші) в 1961 році. У першому поетичному збірнику з характерною для того часу назвою «Відродження» (біл. «Адраджэнне») (1970), сильно спотвореному цензурою, переважали настрої на відродження. Він прославляв героїв білоруського минулого, зарубіжних науковців та письменників, відкривачі нового, утопісти та борці. У книзі переважали ритми, романтична піднесеність, ускладнена метафоричність.
У наступному збірнику віршів «Назавжди» («Назаўжды») (1974) на перший план виходить його пошуковий характер, схильність до поетичного експерименту, підвищена увага до філософських проблем. З цього часу з іменем Олеся Рязанова пов'язується розвиток інтелектуальної течії в білоруській поезії. У віршованому циклі під назвою «Пунктири» («Пункціры»), який одночасно став і позначенням нового жанру, поет продемонстрував своє прагнення охопити різноманітні прояви світу. Він найчастіше відштовхувався від спостережень над конкретними явищами і речами.
Новаторські устремління поета у сфері змісту і форми проявилися в книзі поем-балад «Координати буття» (біл. «Каардынаты быцця») (1976) та збірнику «Шлях-360» («Шлях—360») (1981). Проте естетичні пошуки Олеся Рязанова не зустрічали належного розуміння. Головна причина ускладнення творчого шляху поета була зумовлена ситуацією негативного впливу цензури на розвиток літературного життя в часи суспільного застою. Вільна художня думка тоді стримувалася і сковувалась, радянська поезія була обмежена колом дозволених тем, ідей та способів їх втілення. О. Рязанов прагнув до складної образної творчості, алегоричного та символічного відображення дійсності, а це залишало враження якогось шифру, не завжди зрозумілого підтексту. Він звертався до фольклорно-міфологічних мотивів біблійної символіки, традицій національної та світової класики.
Про напружені пошуки Олеся Рязанова свого шляху засвідчили такі твори, як «Паэма рыбіны», «Паэма калодзежа», «Паэма выніку», «Паэма жніва», «Паэма раўнавагі» тощо. Гаслом його творчого пошуку були слова, висловлені ще в 1960-ті роки: «Жыве эксперымент!» Він дотримувався ідеї динамічного руху, мінливості життя і вічного уточнення поглядів на життя і дійсність.
Збірка віршів і поем «Шлях-360» побачив світ лише після того, як його відредагував на громадських засадах Володимир Короткевич, написав передмову народний поет Білорусі Пимен Панченко та післямову — відомий критик Варлен Бечик. У той же час, у творчості О. Рязанова проявилося загальне прагнення світової поезії до філософського осмислення глобальних проблем сучасності, які торкалися всіх і кожного. У його віршах і поемах відчувалася присутність досвіду класиків європейської літератури XX століття, таких як Гійом Аполлінер, Райнер Марія Рільке, Поль Елюар, Федеріко Гарсіа-Лорка тощо.
У філософській ліриці Олеся Рязанова відбувався пошук «справжньої реальності». Він уявляв реальність, яка відкривається в особисто-емоційній сфері, в результаті суб'єктивного сприйняття і осмислення світу. Рязанов бачив цю «справжність» земного існування у відкритті нового, власне, «людського» в природі, житті, великому космосі. Він спрямовує читача в минуле і майбутнє одночасно, до таємниць світу і людського буття. Поет переконаний, що людина і його думка мають постійно рухатись вуеред, і цей процес пізнання безмежний, нескінченний.
У Олеся Рязанова завжди було загостреним почуття часу й людини в часі. «Ще здатний страждати», його ліричний герой чуйно сприймає драматизм земного існування. Там, де інші іноді бачать перемогу, він передчуває небезпеку. Людство опинилося на черговій розвилці доріг. У вірші «Завея» поет так, як і Янка Купала в «Паязджанах», малює образ всесильної природної стихії і передає душевний стан невизначеності, навіть розгубленості в цьому вихорі часу. Олесь Рязанов і його ліричний герой вбачають порятунок у вічному русі вперед, у пошуку істинного сенсу життя, шляху до морального самовдосконалення. Поет повниться відчуттям швидкоплинності життя, гостро переживає мінливість всього на світі. Його головне прагнення — відповідати цьому швидкому руху, бути таким же динамічним, як сам світ.
Багато віршованих текстів Олеся Рязанова — це вірші про предмети і речі, природних явищах і живих істотах. Їх назви говорять самі за себе: «Камяні», «Зброя», «Сякера», «Стіл», «Цвік», «Барана», «Птах», «Маланка», «Завея», «Змеі», «Лесвіца», «Холодцю», «Дрэвы», «Ланцуг» тощо. Через матеріальне поет прагне розкрити щось нове. Поет, кажучи про речі, шукає важливі смисли, певні аналогії, порівняння. Так, поріг, який «вріс у землю», викликає у поета масу асоціацій. Він втілює розділення різних часів, змушує замислитися людини, хто вона на цьому світі.
У збірниках Олеся Рязанова останніх десятиліть «Вастрые стралы», «У горадзе валадарыць Рагвалод», «Паляванне ў райскай даліне», «Рэчаіснасць», «Гановерскія пункціры» творчі пошуки відбуваються переважно у сфері самої білоруської мови. Поет відкриває багатство її лексичних, музичних, смислових можливостей.
В далеке минуле, навіть у біблійні часи, переправляється ліричний герой поеми О. Рязанова «Гліна». У віршах «Рагнеда», «Старі горад», поетичної книги «У горадзе валадарыць Рагвалод», поемі «Усяслаў Чарадзей» О. Рязанов віддає данину захоплення стародавньому Полоцьку, в образі та історії якого бачить втілення одвічного білоруського шляху.
Поета цікавить існування у великому загальнолюдському світі і загадковому світі національної історії. Олесь Рязанов винахідливий і дотепний як у змісті, так і у формі. Він істотно розширив жанрові межі сучасної філософської поезії. О. Рязанов виражається в стислій формі квантів, пунктирів, версетів, віршів, зном. Його поетичні тексти іноді нагадують фрагменти стародавніх манускриптів без початку і без кінця, осягнення сенсу яких вимагає напруженої роботи інтелекту і фантазії, здатності до самостійної інтерпретації.
Олесь Рязанов — майстер пейзажної лірики глибокого філософсько-психологічного наповнення, класик білоруської верлібру, один з основоположників білоруського хайку. У 1970 році вийшла перша книга віршів Рязанова «Відродження» (біл. «Адраджэнне»). Збірка «Вістря стріли» (біл. «Вастрыё стралы» 1988) був удостоєний Державної премії Білоруської РСР (1990). Поезія Рязанова широко публікується в різних країнах, поет отримав ряд європейських премій і стипендій, у тому числі Премію Гердера (2003).
Перекладав з литовської, латиської, грузинської, болгарської, сербсько-хорватської, чеської, англійської мов. Серед перекладів — комедія Вільяма Шекспіра «Сон в літню ніч», хайку Басьо, поезія і проза литовських літераторів (Казіса Сая «Гей, хавайцеся», 1982).

## Нагороди та звання
- Державна премія Білоруської РСР імені Янки Купали (1990) — за книгу поезії «Вастрые стралы».
- Лауреат премії «Залати апостраф» (2012)
- Медаль «100 років БНР» (Рада Білоруської народної республіки, 2019)[6]